# MSC Oscar
MSC Oscar і судна-побратими MSC Zoe і MSC Oliver — є великими контейнеровозами. Охрещений 8 січня 2015 року MSC Oscar був визнаний найбільшим контейнеровозом у світі. До того часу найбільшим був CSCL Globe, урочисто відкритий у листопаді 2014 року.

## Назва
MSC Oscar отримав своє ім'я від сина Дієго Апонте, президента та виконавчого директора власника Mediterranean Shipping Company (MSC).

## Будівництво
MSC Oscar був побудований компанією Daewoo у Південній Кореї за 140 мільйонів доларів США.

## Кількість контейнерів
Спочатку судно було заплановано на 18 400 TEU. Після завершення будівництва місткість склала 19 224 TEU, включаючи місткість для 1800 рефрижераторних контейнерів. Оскільки дедвейт судна становить 197 362 DWT, він може перевозити повний вантаж контейнерів, лише якщо середня вага кожного не перевищує 10,2 тонни. Із середніми 14-тонними контейнерами місткість складає близько 14 000 TEU.

## Привід
Основним двигуном судна є двотактний дизельний двигун MAN Diesel 11S90ME-C висотою 15,5 метрів довжиною 25 метрів і шириною 11 метри. Двигун має максимальну безперервну номінальну потужність 62,5 МВт (83 800 к.с.) при 82,2 об/хв і нормальній безперервній потужності 56,25 МВт (75 430 к.с.) при 79,4 об/хв.

## Кораблі-побратими
- MSC Zoe[7][8]
- MSC Oliver[7][8]
- MSC Maya[9]
- MSC Sveva[10]